# Saint-Amans-de-Pellagal
Saint-Amans-de-Pellagal is een gemeente in het Franse departement Tarn-et-Garonne (regio Occitanie) en telt 206 inwoners (1999). De plaats maakt deel uit van het arrondissement Castelsarrasin.

## Geografie
De oppervlakte van Saint-Amans-de-Pellagal bedraagt 14,9 km², de bevolkingsdichtheid is 13,8 inwoners per km².
De onderstaande kaart toont de ligging van Saint-Amans-de-Pellagal met de belangrijkste infrastructuur en aangrenzende gemeenten.

## Demografie
Onderstaande figuur toont het verloop van het inwonertal (bron: INSEE-tellingen).